# Podocnemis erythrocephala
El Chimpire (Podocnemis erythrocephala) es una especie de tortuga de la familia Podocnemididae que vive en los grandes ríos y en los grandes lagos de la Amazonia.
Fue descrita, erróneamente, con el nombre Podocnemis cayennensis, que también fue utilizado para denominar a la especie que hoy es predominantemente conocida como Podocnemis unifilis.